# N-メチル-4-ニトロアニリン
N-メチル-4-ニトロアニリン(N-Methyl-4-nitroaniline)とはアニリンにメチル基とニトロ基が付いた有機化合物である。

## 使用例
- 2,4-ジニトロアニソールと混合して爆薬のバインダーに使用される。
- ニトロセルロースの安定化剤として無煙火薬に添加される。

## 毒性
欧州連合のリスクフレーズの規定によると人体に対して経口、皮膚、吸引、蓄積の毒性がある。